# SDSS J024749.90−163112.6
| SDSS J024749.90−163112.6                                | SDSS J024749.90−163112.6 |
| ------------------------------------------------------- | ------------------------ |
| Beobachtungsdaten Äquinoktium: J2000.0, Epoche: J2000.0 |                          |
| Sternbild                                               | Eridanus                 |
| Rektaszension                                           | 02h 47m 49,9s            |
| Deklination                                             | −16° 31′ 13″             |

SDSS J024749.90−163112.6 ist ein spektroskopischer Kandidat für ein Doppelsystem von zwei T-Zwergen im Sternbild Eridanus (Stand 2012).
Das Objekt wurde zunächst durch die Analyse von Daten des Sloan Digital Sky Survey (SDSS) durch Chiu et al. als T2-Zwerg identifiziert. Eine spektroskopische Untersuchung durch Burgasser et al. ergab deutliche Hinweise darauf, dass es sich um ein Doppelsystem handeln könnte, dessen Komponenten ungefähr den Spektralklassen T0 und T7 angehören.